# Uwe Ströbele
Uwe Ströbele (* 11. März 1973 in Ehingen (Donau)) ist ein ehemaliger deutscher Basketballspieler.

## Laufbahn
Ströbele war als Jugendlicher Handballtorhüter, mit 16 Jahren kam er zum Basketball. Er spielte zunächst bei der TSG Ehingen, dann in Ulm. Ab 1994 trat der 2,02 Meter große Flügel- und Innenspieler mit dem SV Oberelchingen in der Basketball-Bundesliga an. Bereits als Liganeuling erreichte Ströbele mit der Mannschaft das Bundesliga-Viertelfinale, was in den folgenden Jahren mehrmals wiederholt wurde. In der Saison 1996/97 nahm Ströbele mit Oberelchingen zusätzlich am europäischen Vereinswettbewerb Korać-Cup teil.
Ströbele, der beim Bundesligisten Erstligisten Ergänzungsspieler blieb, kehrte zur TSG Ehingen zurück, mit der er 2003 in die 2. Basketball-Bundesliga aufstieg, sich nach der Saison 2002/03 aber aus beruflichen Gründen aus dem Leistungsbereich zurückzog. Später wechselte er zum TV Staufen, wurde dort als Spieler und Jugendtrainer tätig.